# Las Vegas (Nevada)
Las Vegas (Spaans voor "De Weilanden") is een stad in de Mojavewoestijn in de Amerikaanse staat Nevada.
Las Vegas is gesticht in 1905 aan de net voltooide spoorlijn Los Angeles - Salt Lake City, en werd in 1911 officieel een stad. Las Vegas is vooral bekend vanwege de extravagante hotels en casino's. Las Vegas is te herkennen aan de vele neonverlichtingen en al vanaf grote afstand herkenbaar vanuit de omliggende woestijn. Las Vegas is de grootste stad van Nevada met in 2017 een inwoneraantal van 641.000 voor de stad en bijna twee miljoen voor de gehele agglomeratie. Met bijbehorende voorsteden zoals Henderson en Boulder City behoort Las Vegas tot de snelst groeiende steden in de Verenigde Staten.

## Geografie
Las Vegas ligt in Clark County. De stad ligt midden in de woestijn. Aan de westkant liggen de Spring Mountains. Volgens de United States Census Bureau ligt de stad op 620 meter boven zeeniveau en beslaat ze een oppervlakte van 351,9 km². Hiervan is bijna 351,8 km² land en 0,13 km² (0,03% van het totaal) is water.
Vooral op plaatsen waar veel toeristen komen, is binnen de stad veel aangeplant groen en kunstmatig open water te vinden.

## Demografie
Las Vegas is een bekende groeikern in het zuidwesten van de Verenigde Staten. Onderstaand een overzicht van de bevolkingsgroei:
De bevolkingssamenstelling was in 2010 als volgt:
- Europese afkomst: 62,1%
- Spaanstalige afkomst: 31,5%
- Afrikaanse afkomst: 11,1%
- Aziatische afkomst: 6,1%

De werkloosheid in Clark County, niet gecorrigeerd voor seizoensinvloeden, was in mei 2018 circa 4,4%.

## Klimaat
In januari is de gemiddelde temperatuur 7,5 °C, in juli is dat 34 °C. In de meetperiode 1961-1990 viel er jaarlijks gemiddeld 104 mm neerslag. De laatste tien jaar is dit echter beduidend minder geweest. Het is niet uit te sluiten dat Las Vegas op middellange termijn met grote watertekorten te kampen zal krijgen. In de zomer hangt er in Las Vegas een verzengende hitte. De maand juli is de warmste maand in het jaar met een gemiddelde maximumtemperatuur van 40 graden Celsius. In juli 2005 werd overdag een temperatuur van circa 47 graden Celsius bereikt; 's nachts bleef de temperatuur circa 35 graden Celsius.
| Maand                               | jan  | feb  | mrt  | apr  | mei  | jun  | jul  | aug  | sep  | okt  | nov  | dec  | Jaar  |
| ----------------------------------- | ---- | ---- | ---- | ---- | ---- | ---- | ---- | ---- | ---- | ---- | ---- | ---- | ----- |
| Hoogste maximum (°C)                | 25   | 31   | 33   | 37   | 43   | 47   | 47   | 47   | 45   | 39   | 31   | 26   | 47    |
| Gemiddeld maximum (°C)              | 13,9 | 17,2 | 20,8 | 25,6 | 31   | 37,2 | 40,1 | 38,8 | 34,3 | 27,1 | 18,9 | 14,1 | 26,6  |
| Gemiddeld minimum (°C)              | 2,7  | 5,2  | 8,3  | 12,2 | 17,2 | 22,4 | 25,7 | 24,8 | 20,4 | 13,6 | 6,7  | 2,6  | 13,5  |
| Laagste minimum (°C)                | −13  | −8,9 | −7,2 | −0,6 | 3    | 9    | 13   | 12   | 6    | −3,3 | −9,4 | −12  | −13   |
|                                     |      |      |      |      |      |      |      |      |      |      |      |      |       |
| Neerslag (mm)                       | 15   | 17,5 | 15   | 3,8  | 6,1  | 2    | 11,2 | 11,4 | 7,9  | 6,7  | 7,9  | 10,2 | 114,7 |
| Bron: NOAA/National Weather Service |      |      |      |      |      |      |      |      |      |      |      |      |       |

## Amusementsindustrie

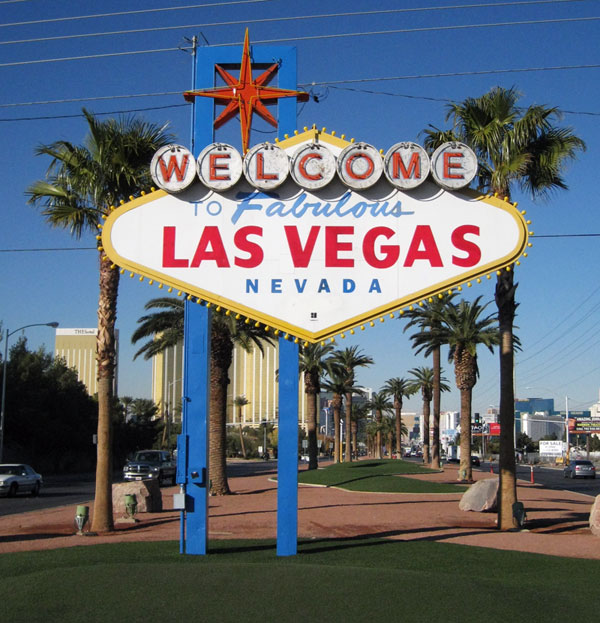
Welcome to Fabulous Las Vegas.

### Ontstaan
Las Vegas staat bekend om de amusementsindustrie. Er zijn vele hotels en casino's die steeds meer moeite doen om bezoekers naar Las Vegas toe te krijgen. Dit resulteert in een sterke ontwikkeling van nieuwe technieken maar ook een hoog reclamegehalte rondom de amusementsindustrie.
Het oudste deel van Las Vegas bevindt zich in de omgeving van Fremont Street. Aan Fremont Street staan casino's als de Golden Nugget en het Golden Gate Hotel and Casino, waarvan het hotel al sinds 1906, een jaar na de stichting van Las Vegas, bestaat. Verder vindt men hier attracties als de Fremont Street Experience en The King's Ransom Museum, dat gewijd is aan Elvis Presley. De meeste hotels en casino's bevinden zich aan de Strip, een gedeelte van Las Vegas Boulevard. Dat de hotels aan Las Vegas Boulevard liggen komt doordat vroeger alle casino's die niet aan Fremont Street lagen buiten de stadsgrenzen van Las Vegas moesten liggen. Deze stadsgrens eindigde bij de Boulevard en hier werden dus de nieuwe hotels en casino's gebouwd. Strikt genomen ligt de Strip in de plaats Paradise, maar aangezien Las Vegas veel bekender is, wordt voor het gemak gezegd dat de Strip in Las Vegas ligt.
Las Vegas Boulevard loopt parallel aan Interstate 15 en het gedeelte dat als Strip wordt aangeduid ligt tussen Sahara Avenue en Russel Road. Dit is van het gesloten Sahara in het noorden tot aan Mandalay Bay in het zuiden. Vroeger liep de Strip officieel tot Tropicana Avenue (bij het MGM Grand), maar door de uitbreidingen is deze grens steeds verder naar het zuiden verplaatst.
Op 29 september 2023 opende in Las Vegas vlakbij de Strip de futuristische concertzaal The Sphere, een bolvormig gebouw met aan de binnenkant een 360 graden projectiescherm, waarop tijdens de concerten beelden kunnen worden vertoond. Hierdoor lijken de concertbezoekers zich op een geheel andere locatie te bevinden dan waar ze zijn. Ook op de buitenkant kunnen beelden worden getoond. De eerste band die hier een concert mocht geven was de Ierse band U2.

### Hotels en casino's

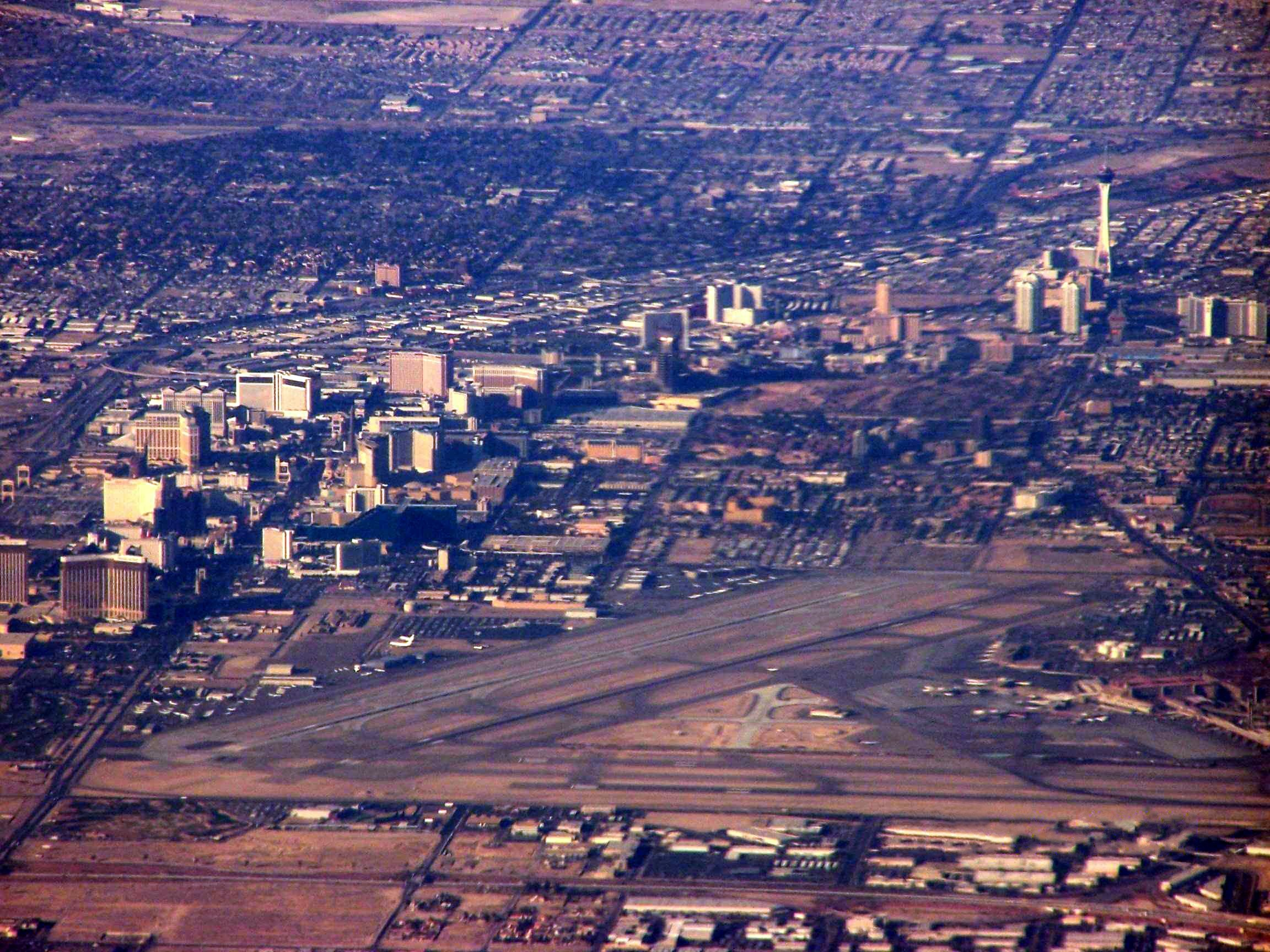
Las Vegas vanuit de lucht

| - New York-New York Hotel & Casino - The Mirage - The Venetian - Caesars Palace - Bellagio - Luxor Hotel - Stratosphere - Treasure Island | - Las Vegas Hilton - Circus Circus - Flamingo - Wynn - Mandalay Bay - Excalibur - Encore - Aria |

### Populaire cultuur
Las Vegas is sinds lange tijd een inspiratiebron voor, en een element in films: snelle huwelijken, vakantiereisjes of zelfs afrekeningen. De banden die bestaan tussen Las Vegas en de maffia worden vaak verbeeld, bijvoorbeeld in The Godfather (1972), Prizzi's Honor (1985), Bugsy (1991) en Casino (1995).
Las Vegas was het decor voor onder andere de films Ocean's Eleven (1960), Viva Las Vegas (1964), Elvis: That's The Way It Is (1970), Diamonds Are Forever (1971), Showgirls (1995), Leaving Las Vegas (1995), Hard Eight (1996), Fear and Loathing in Las Vegas (1998), Ocean's Eleven (2001), Ocean's Twelve (2004), Ocean's Thirteen (2007), 21 (2008), What Happens in Vegas... (2008), The Hangover (2009) en The Hangover Part III (2013).
Naast deze films spelen de televisieseries CSI: Las Vegas en Las Vegas zich af in Las Vegas. Ook Bassie en Adriaan bezoeken Las Vegas tijdens hun reis door Amerika in Bassie & Adriaan: De reis vol verrassingen. De stad speelt ook een rol in verschillende videospellen, waaronder Fallout: New Vegas en Tom Clancy's Rainbow Six: Vegas. Ook Grand Theft Auto: San Andreas speelt zich (gedeeltelijk) af in Las Vegas, alhoewel de stad hier Las Venturas genoemd wordt.

## Religie
Las Vegas is sinds 1995 de zetel van een rooms-katholiek bisdom, dat in 2023 werd omgezet in een aartsbisdom.

## Sport
Las Vegas was lange tijd de grootste Amerikaanse stad zonder team in een van de vier grootste Amerikaanse profsporten. Dit kwam mede door zorgen over de relatie tussen topsport en de in Las Vegas buitengewoon sterk aanwezige gokwereld. Met ingang van het seizoen 2017-2018 veranderde dit en beschikt Las Vegas met de Vegas Golden Knights over een ijshockeyteam dat speelt in de National Hockey League.
Vanaf het 2020 seizoen verhuisden ook de Oakland Raiders (NFL) naar Las Vegas en werden ze officieel de Las Vegas Raiders.
Op 30 maart 2022 werd bekendgemaakt dat de Grand Prix (Formule 1) van Las Vegas terug zou keren op de kalender in november 2023, waarmee het aantal Grand Prix-edities in de Verenigde Staten op drie komt.

## Plaatsen in de nabije omgeving
De onderstaande figuur toont nabijgelegen plaatsen in een straal van 16 km rond Las Vegas.

## Aanslag
Op de avond van 1 oktober 2017 vond er een aanslag plaats tijdens een muziekfestival aan de Strip. Ten minste 59 mensen kwamen om het leven en meer dan 500 raakten gewond toen een schutter vanuit een hotelkamer van Mandalay Bay Resort and Casino op het publiek schoot.